# Alfred Wegener Intézet
Az Alfred Wegener Intézet, németül: Alfred Wegener Institute (AWI) kutatóintézet Németországban, Bremerhavenben. Németország Antarktisz-egyezményhez való csatlakozása után alakult meg. Névadója a sarki felfedező és geológus Alfred Wegener volt, aki számos expedíciót vezetett Grönlandra. Alfred Wegener 1930 novemberében halt meg egy grönlandi expedíció során. A Bremerhavenben 1980-ban újonnan alakult sarkkutatóintézetet róla nevezték el.
Napjainkban az AWI-nak számos épülete van Bremerhavenben.

## Története
A német sarkkutatási tevékenység kezdete 1868-hoz, az első északi-sarki expedícióhoz (North Pole Exp.) köthető. Első alkalommal ekkor érte el Captain Koldewey és legénysége vitorlás hajóval az északi szélesség 81°-ot (Grönland), majd még október 10-én az expedíció biztonságosan vissza is tért Bremerhavenbe.
A korai német sarkkutatási tevékenység főleg a világ feltáratlan régióira koncentrálódott, a későbbi években a figyelem középpontjában inkább a geomágneses és meteorológiai kérdések álltak. A geológusok és a biológusok kíváncsisága pedig inkább a hatalmas kiaknázatlan sarkvidékek felé fordult.
Az 1980-ban alakult intézetnek kezdetben csak néhány alkalmazottja volt, míg ma 920 kutató, technikusok és adminisztratív személyzet dolgozik különböző helyszíneken. Kezdeményezője és alapító igazgatója Gotthilf Hempel volt. Hempel alapította 11 évvel később a Leibniz Center for Tropical Marine Ecology-t is Brémában.
Az intézet célja a sarkvidékek geológiai szerkezetének felépítése és elrendezése a Föld történetében, szeizmológiai és szeizmikus kutatások, éghajlati, tengerbiológiai és geológiai kutatások.
Az intézet tengeri és sarkvidéki tudományos kutatást végez az Északi-sarkvidéken, az Antarktiszon és a mérsékelt szélességeken.
A Bremerhaveni Kutatási Intézet mellett ide tartozik még:
- Potsdam, mely 1992-től tartozik az AWI-hoz.  Kutatási középpontjához tartozik a légkör fizikája, kémiája és periglaciális kutatás.
- A Sylt kutatóllomás (Watt-tenger Station Sylt), amely az északnémet Sylt szigeten található. 1924-ben osztrigalaboratóriumként alakult, az osztrigaállomány csökkenésének tanulmányozása céljából, és 1998-ban lett része az AWI-nak. Mára mintegy 30 tudományos és műszaki szakember dolgozik itt. Ökológiai, geológiai kutatásokat végeznek.
- A Helgoland Biológiai Intézet (Biologische Anstalt Helgoland) az é. sz. 54,177821° és k. h. 7,891402°-on található a Helgoland nevű szigeten. A kutatóállomás 1892 óta létezik. A tudósok itt ökológiai tanulmányokat végeznek az Északi-tengeren.

## Fióktelepei
- Polarstern kutatóhajó
- Georg von Neumayer kutatóállomás: a Neumayer Station II és Neumayer Station III az Antarktiszon, a francia–német AWIPEV Research Base (Koldewey Station) a Spitzbergákon és a Samoilov orosz–német kutatási bázis a szibériai Léna-deltában.